# Châtillon-en-Dunois
Châtillon-en-Dunois ist eine Ortschaft und eine Commune déléguée in der französischen Gemeinde Vald’Yerre mit 834 Einwohnern (Stand: 1. Januar 2018) in der Region Centre-Val de Loire im Département Eure-et-Loir.
Die Gemeinde Châtillon-en-Dunois wurde mit Wirkung vom 1. Januar 2017 mit Arrou, Boisgasson, Courtalain, Langey und Saint-Pellerin zur neuen Gemeinde Commune nouvelle d’Arrou (seit 1. Januar 2023 Vald'Yerre) zusammengelegt. Bis zu diesem Zeitpunkt war sie Mitglied des Gemeindeverbandes Communauté de communes des Trois Rivières.
Nachbarorte sind Unverre im Nordwesten, Yèvres im Norden, Gohory im Nordosten, Logron im Osten, Lanneray im Südosten, Saint-Pellerin im Süden und Arrou im Westen.

## Sehenswürdigkeiten
- Kirche Saint-Hilaire, Monument historique

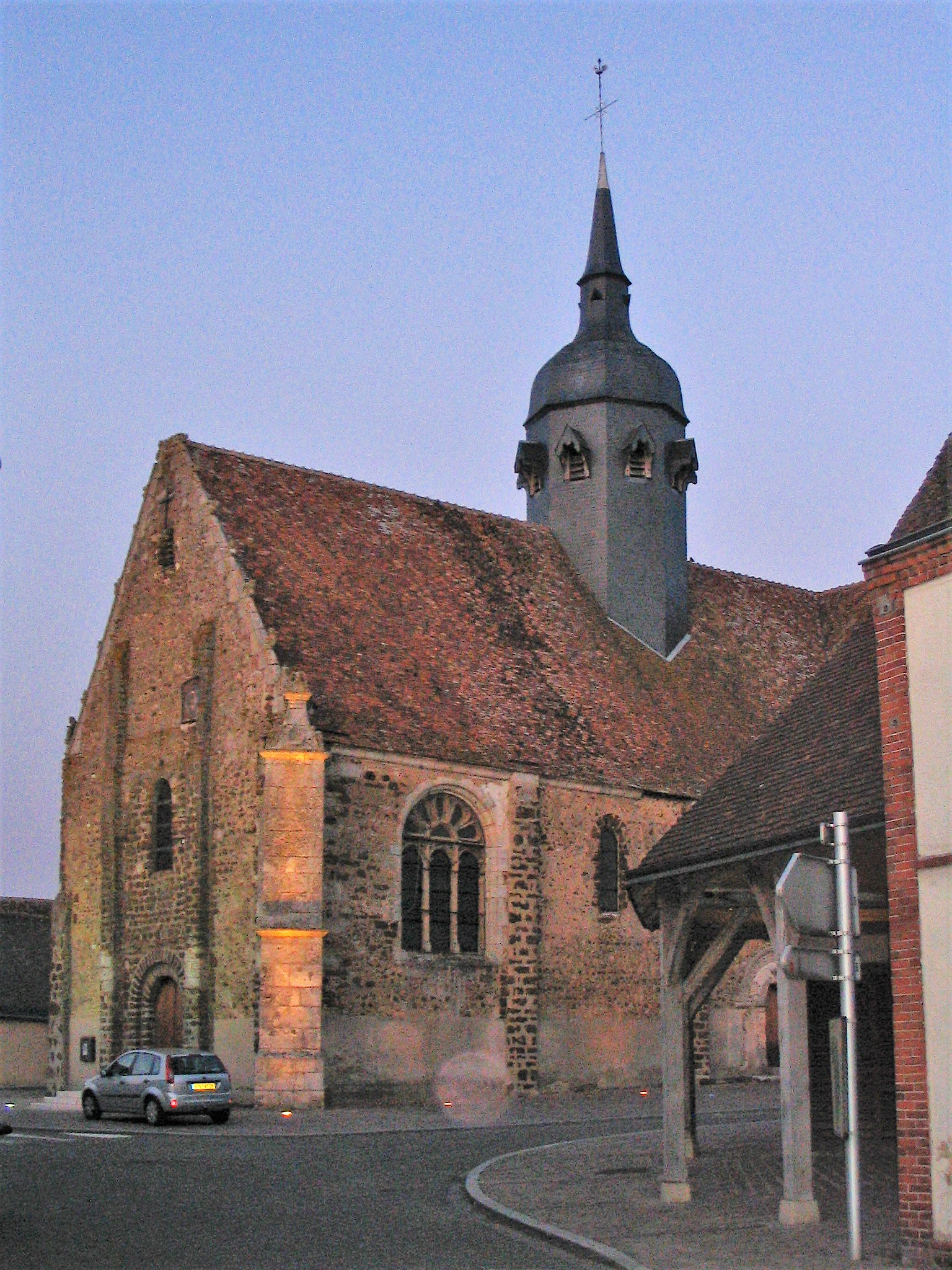
Kirche Saint-Hilaire
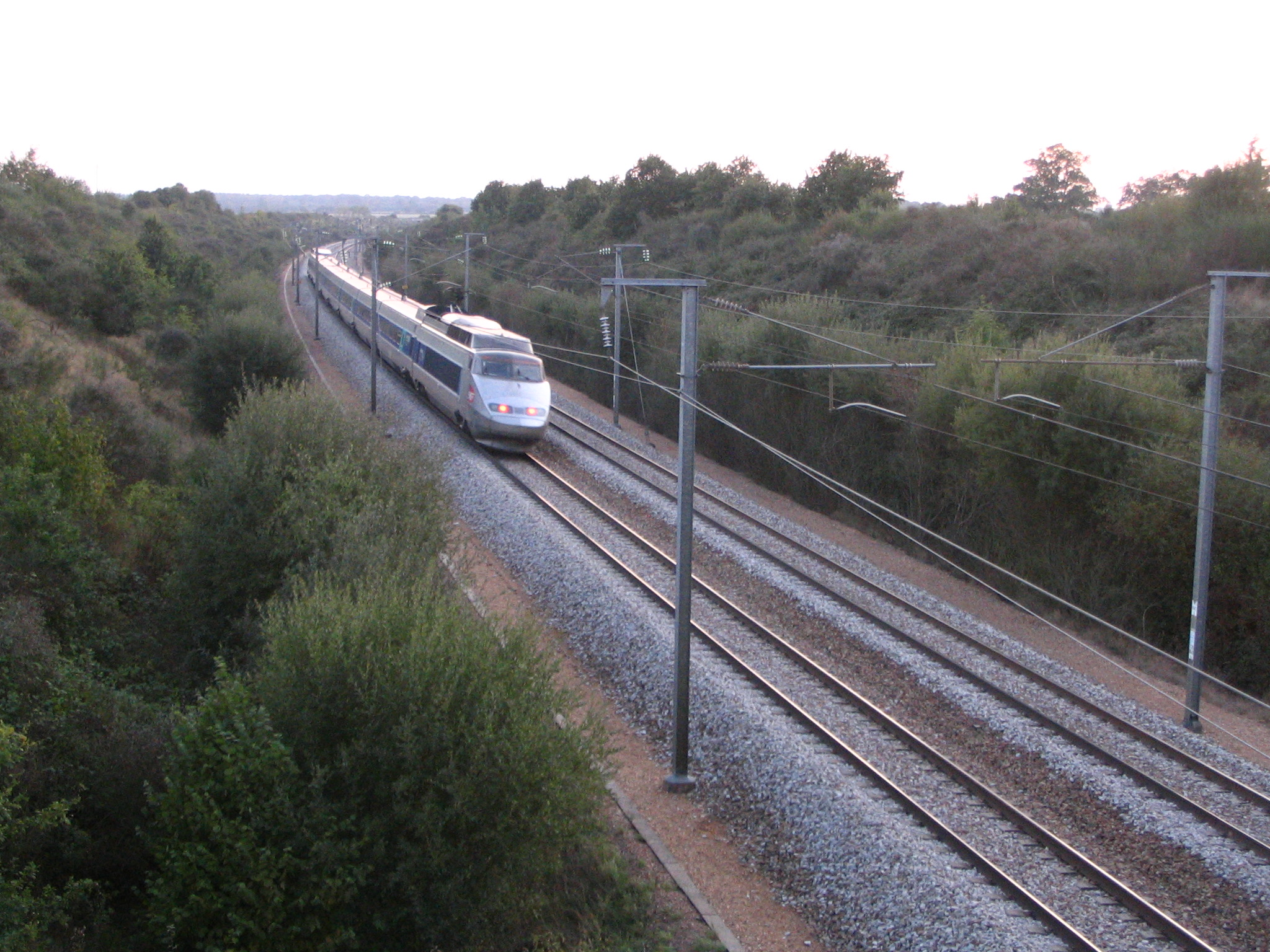
Die Schnellfahrstrecke LGV Atlantique bei Châtillon-en-Dunois

## Bevölkerungsentwicklung
| Jahr      | 1962 | 1968 | 1975 | 1982 | 1990 | 1999 | 2008 | 2014 |
| --------- | ---- | ---- | ---- | ---- | ---- | ---- | ---- | ---- |
| Einwohner | 1028 | 967  | 813  | 752  | 739  | 716  | 753  | 833  |